# Хеб
Хеб (чеш. Cheb) град је у Чешкој Републици. Хеб је други по величини град управне јединице Карловарски крај, у оквиру којег је седиште засебног округа Хеб.

## Географија
Хеб се налази у крајње северозападном делу Чешке републике, на самој граници са Немачком (5 км удаљености). Град је удаљен од 200 км западно од главног града Прага, а од првог већег града, Карлових Вари, 50 км југозападно.
Хеб се налази на прелазу између две историјске покрајине, Бохемије и Саксоније. Град лежи на крајњем ободу Средњочешке котлине, на приближно 450 м надморске висине. У близини града су бране Скалка и Јесенице.

## Историја
Подручје Хеба било је насељено још у доба праисторије. У раном средњем веку подручје насељавају Словени. Насеље под данашњим називом први пут се у писаним документима спомиње у 1061. године, а насеље је 1179. године добило градска права. Већ тада су град и околина били махом насељени Немцима.
1919. године Хеб је постао део новоосноване Чехословачке. 1938. године Хеб, као насеље са немачком већином, је оцепљен од Чехословачке и припојен Трећем рајху у склопу Судетских области. После Другог светског рата месни Немци су се присилно иселили из града у матицу. У време комунизма град је нагло индустријализован. После осамостаљења Чешке дошло је до опадања активности тешке индустрије и до проблема са преструктурирањем привреде.

## Становништво
Хеб данас има око 35.000 становника и последњих година број становника у граду брзо расте. Поред Чеха у граду живе и Словаци и Роми, као и све бројнији досељеници (Кинези, Вијетнамци).

## Партнерски градови
- Хоф
- Нижњи Тагил
- Тарандт

## Галерија
- Хеб, трг у правцу цркве
- Главни трг
- Хеб, цркве Св. Бартоломеја и Алжбете са севера
- Бивша црква Св. Кларе из 1711. г.
- Хепско позориште
- Деца у близини катедрале Св. Николај